# Adolph Jensen
Adolph Ludvig Otto Jensen, född 15 juli 1866, död 24 maj 1948, var en dansk statistiker.
Jensen anställdes vid Statens statistiske bureau 1896, blev departementschef där 1913, var förlikningsman i arbetstvister 1914-19 och 1922-26 delegerad vid Nationernas förbuds ekonomiska kommission 1920-27. Jensen var redaktör för Nationaløkonomisk Tidsskrift 1901-14. Han har bland annat utgett Samfundskundskab (1912, 5:e upplagan 1919) och Befolkningsforholdene i det 19:e Aarh. (tillsammans med A. M. Koefoed, 2:a upplagan 1919, svensk översättning 1920).